# Kimiko Glenn
Kimiko Glenn   (Phoenix, 27 de juny de 1989) és una actriu, cantant, actriu de veu i intèrpret de Broadway estatunidenca, coneguda per interpretar el paper de Brook Soso a la sèrie de Netflix Orange is the New Black, pel que va rebre tres Screen Actors Guild Awards. També va ser l'actiu original interpretant el rol de Dawn Pinkett al musical de Broadway Waitress i ha proporcionat les veus d'Ezor a Voltron: Legendary Defender, Lena Sabrewing en DuckTales, Peni Parker a Spider-Man: Into the Spider-Verse, Stefani Stilton a BoJack Horseman i Bridgette a Close Enough.

## Vida personal
Va néixer i criar-se a Phoenix amb la seva germana Amanda. La seva mare, Sumiko, és japonesa i el seu pare, Mark, és de descendència escocesa, irlandesa i alemanya. Va començar a actuar al Valley Youth Theatre de Phoenix i a molts altres teatres locals, quan estava estudiant cinquè grau de primària.
Va estudiar al Desert Vista High School i a l'internat Interlochen Arts Academy d'Interlochen, Michigan. Va assistir al Boston Conservatory durant un any per cursar el grau de teatre, però ho va deixar quan la van triar per fer la gira amb la companyia d'Spring Awakening.
Segueix una dieta peixetariana.

## Carrera
El 2008, el seu primer any universitari la van triar per fer el paper de Thea a la primera gira nacional pels Estats Units del musical rock Spring Awakening, d'Steven Sater i Ducan Sheik. L'any 2013, va obtenir molta notorietat pública en fer el paper de la reclusa Brook Soso a la sèrie còmico-dramàtica de Netflix, Orange is the New Black, paper pel qual va rebre el Premi del Gremi d'Actors els anys 2014, 2015 i 2016, per Actuació Excepcional d'un Repartiment en una sèrie de comèdia.
El 2014, va participar al vídeo musical dirigit per la Lena Dunham "I Wanna Get Better", del projecte en solitari Bleachers de Jack Antonoff.
Va tenir un paper secundari al thriller dramàtic Nerve (2016), dirigida per Henry Joost i Ariel Schulman i basat en la novel·la per a adolescents d'el mateix nom. L'any 2016 va fer el paper de Dawn Pinkett en la producció del musical de Broadway Waitress, de Sara Bareilles i Jessie Nelson.
El 2018, va protagonitzar la web sèrie de comèdia Liza on Demand, en el paper de Harlow, amb Travis Coles i la creadora Liza Koshy.

## Filmografia

### Pel·lícules
| Any  | Títol                             | Funció       | Notes        |
| ---- | --------------------------------- | ------------ | ------------ |
| 2012 | Nous York                         | Saleswoman   |              |
| 2012 | Galaxy Comics                     | Tina         | Curtmetratge |
| 2012 | Hair Brained                      | Noia alegre  |              |
| 2015 | Construction                      | Erin         |              |
| 2016 | Nerve                             | Liv Kurosawa |              |
| 2018 | Like Father                       | Geena        |              |
| 2018 | Spider-Man: Into the Spider-Verse | Peni Parker  | Veu          |
| 2019 | Can You Keep a Secret?            | Gemma        |              |
| 2020 | Over the Moon                     | Auntie Mei   | Veu          |

### Televisió
| Any          | Títol                               | Funció                                   | Notes |
| ------------ | ----------------------------------- | ---------------------------------------- | --- |
| 2013         | Holding Patterns                    | Daisy Berger                             | Pilot de l'NBC no venut                                                                                            |
| 2014         | Submissions Only                    | Katie Sumers                             | Episodi: "Reason to Stay"                                                                                          |
| 2014         | Law and Order: Special Victims Unit | Lily Deng                                | Episodi: "Thought Criminal"                                                                                        |
| 2014         | Seriously Distracted                | Katie                                    | Episodi: "NIghtmare Client"                                                                                        |
| 2014–19      | Orange Is the New Black             | Brook Soso                               | 45 episodis Premi del Gremi d'Actors per Actuació Excepcional d'un Repartiment en una sèrie de comèdia (2014–2016) |
| 2015         | Married                             | Miranda                                  | 4 episodis |
| 2015         | Broad City                          | Caixera                                  | Episodi: "Kirk Steele"                                                                                             |
| 2016–19      | BoJack Horseman                     | Stefani Stilton (veu)                    | 8 episodis |
| 2016         | We Bare Bears                       | Samantha (veu)                           | Episodi: "Fashions Bears"                                                                                          |
| 2016         | High Maintenance                    | Kimiko                                   | Episodi: "Selfie"                                                                                                  |
| 2017         | Sofia the First                     | Cinder (Veu)                             | Episodi: "The Royal Dragon"                                                                                        |
| 2017–Present | DuckTales                           | Lena Sabrewing (veu)                     | Paper recurrent |
| 2017–18      | Voltron: Legendary Defender         | General Ezor (veu)                       | Paper recurrent |
| 2018         | Drunk History                       | Maya Lin                                 | Episodi: "Underdogs"                                                                                               |
| 2018         | Summer Camp Island                  | Margot (veu)                             | 4 episodis |
| 2018         | Ice Poseidon Show                   | Ella mateixa                             | 1 episodi |
| 2018–20      | Elena de Avalor                     | Tomiko (Veu)                             | 2 episodis |
| 2018         | The Guest Book                      | Nikki                                    | Personatge habitual a la segona temporada                                                                          |
| 2018–Present | Liza on Demand                      | Harlow                                   | Personatge habitual                                                                                                |
| 2019         | Welcome to the Wayne                | Katherine-Alice (veu)                    | 2 episodis |
| 2019         | Carmen Sandiego                     | Paperstar (Veu)                          | Paper recurrent |
| 2019         | Catfish: The TV Show                | Ella mateixa                             | Episodi: "Matthew & Chance"                                                                                        |
| 2019         | The Lion Guard                      | Chuluun (Veu), Lumba-Lumba (veu cantant) | Episodi: "Ghost of the Mountain", "Dragon Island"                                                                  |
| 2019         | Ghosting: The Spirit of Christmas   | Kara                                     | Pel·lícula de televisió                                                                                            |
| 2020         | Close Enough                        | Bridgette (Veu)                          | Personatge habitual                                                                                                |

### Vídeos musicals
| Any  | Títol                | Artista   |
| ---- | -------------------- | --------- |
| 2014 | "I Wanna Get Better" | Bleachers |

### Teatre
| Any       | Títol                           | Funció           | Ubicació(s)              |
| --------- | ------------------------------- | ---------------- | ------------------------ |
| 2008–2010 | Spring Awakening                | Thea             | Diversos (gira nacional) |
| 2010–2011 | Freckleface Strawberry          | Emily            | New World Stages         |
| 2012      | Yoshimi Battles the Ping Robots | Yoshimi Yasukawa | La Jolla Playhouse       |
| 2013      | Love's Labour's Lost            | Lady Maria       | Delacorte Theater        |
| 2016      | Waitress                        | Dawn Pinkett     | Teatre Brooks Atkinson   |

### Web
| Any       | Títol          | Funció | Notes        |
| --------- | -------------- | ------ | ------------ |
| 2018–2019 | Liza on Demand | Harlow | Protagonista |